# Watermannen
De Watermannen is de aanduiding die Louis van Gasteren bedacht voor de groep Nederlandse waterstaatkundigen die aan het einde van de 19e eeuw ten tijde van de Meijiperiode in Japan werd ingeschakeld bij de verbetering van de afwatering van rivieren en de toegang tot havens.

## Context

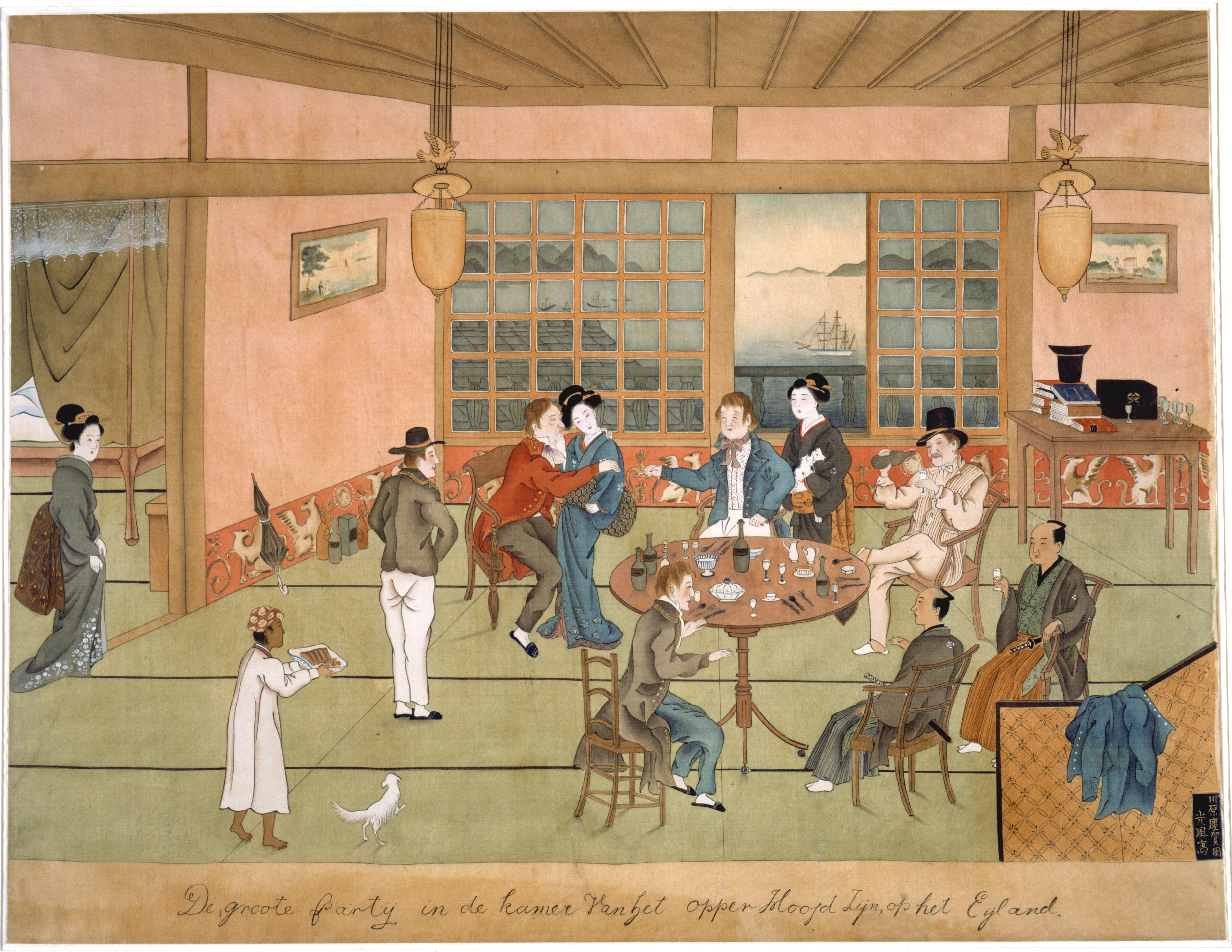
Grote partij bij het opperhoofd van Dejima (1825)

Ten gevolge van een besluit in 1639 van de shogun Tokugawa Iemitsu (1604-1651), de derde shogun van het Tokugawa-shogunaat, bleef Japan gedurende lange tijd vrijwel volledig afgesloten van de buitenwereld. Na het uitwijzen van de Portugezen behield slechts een drietal landen (Nederland, China en Korea) in die periode - onder zeer strikte voorwaarden - toestemming om met Japan handel te drijven. Nederland kreeg die voorkeurspositie nadat het Nederlandse schip 'De Liefde' in 1600 de Japanse kust bereikte. Vanaf 1609 vestigde een Nederlandse handelsmissie zich op het eiland Hirado en vanaf 1641 permanent op Deshima, een kunstmatig eilandje in de haven van Nagasaki, toen de shogun Tokugawa daartoe handelsrechten verleende. Deze Nederlandse handelspost in Nagasaki vormde van 1641 tot 1859 het enige contact tussen Japan en de westerse wereld. Details hierover staan op de Wikipediabladzijde over Deshima. De Nederlandse taal werd door de Japanners bestudeerd om kennis te kunnen nemen van de wetenschappelijke boeken en geschriften die de Nederlanders op hun verzoek aanleverden. Dit staat bekend als de Rangaku (Hollandkunde). De shogun verstrekte voor de verplichte jaarlijkse hofreis een wensenlijst van wetenschappelijke boeken en instrumenten, zoals telescopen of barometers.
De Nederlanders waren zelf minder geïnteresseerd in Japan; het ging hen met name om de handel. Opvallend is dat vooral de buitenlanders die in Nederlandse dienst aanwezig waren op Deshima onderzoek deden naar de Japanse cultuur, economie, planten en dieren. Met name Engelbert Kaempfer, Carl Peter Thunberg en Philipp Franz von Siebold waren hierbij zeer actief.
De isolatie van Japan duurde enkele eeuwen totdat in 1868 met de Meiji-restauratie een definitief einde kwam aan de macht van het Tokugawa-shogunaat en de politieke macht in Japan terugkeerde in handen van de keizer. Vanaf dat moment stelde Japan zich open voor westerse technologieën en ideeën. Duizenden buitenlanders (O-yatoi gaikokujin) werden ingehuurd om op allerlei terreinen de Japanners te adviseren en op te leiden. De Nederlandse dominantie als verbinding met het westen was inmiddels verloren gegaan. De deskundigen kwamen vooral uit grote landen als de Verenigde Staten, Duitsland, Frankrijk en het Verenigd Koninkrijk. Maar voor deskundigheid op het terrein van de waterstaatkunde werd wel een specifiek beroep op Nederland gedaan.

## Personen
Het was maar een kleine groep Nederlanders die verdeeld over de periode 1872-1903 in Japan werkzaam was. De meesten waren opgeleid als civiel ingenieur, maar voor het overdragen van de praktische kennis voor het maken van rijswerk en rivierkribben liet men ook enkele werkbazen overkomen. De Nederlanders kregen in eerste instantie een contract voor twee tot drie jaar, dat in een aantal gevallen verlengd werd. Ze kregen voor hun werkzaamheden een hoge vergoeding, maar moesten wel weten om te gaan met de taalproblemen en de uitdagingen van de Japanse bureaucratie. In dit overzicht staan behalve de periode(n) die ze in Japan werkzaam waren ook de waterstaatkundige werken waar ze bij betrokken waren.
| Naam                                    | Functie                | Aankomst                     | Vertrek                          | Belangrijkste werken |
| --------------------------------------- | ---------------------- | ---------------------------- | -------------------------------- | --- |
| Cornelis van Doorn (1837-1906)          | Civiel ingenieur       | 24 maart 1872 2 april 1876   | 10 april 1875 22 juli 1880       | Edo (waterpassing); Inawashiro-meer (irrigatiekanalen/tunnels; Kitakami kanaal (werkzaamheden kanaal); Minato (rivierverbetering); Nobiru/Sendai (havenaanleg); Osaka (havenplan); Tomei-kanaal (verbetering kanaal); Tone (rivierverbetering); Yokohama (havenplan) |
| Isaac Lindo (1848-1941)                 | Genie-officier         | 24 maart 1872                | 10 december 1875                 | Ara, Edo (waterpassing); Niigata (havenaanleg); Shinano (rivierverbetering); Tone (rivierverbetering/waterpassing) |
| George Escher (1843-1939)               | Civiel ingenieur       | 25 september 1873            | 2 juli 1878                      | Katsura, Kizu, Kuzuryu (rivierverbetering); Mikuni (havenaanleg); Minato (rivierverbetering); Niigata (havenaanleg); Osaka (havenplan); Sakai (havenplan/sluis); Shinano (rivierverbetering); Tokyo (ontwerp waterleiding); Yodo (rivierverbetering); Yokohama (ontwerp waterleiding) |
| Johannis de Rijke (1843-1913)           | Waterbouwkundige       | 25 september 1873            | 18 juni 1903                     | Chikugo (rivierverbetering); Hiroshima (havenplan); Joganji, Katsura (rivierverbetering); Kiso (rivierverbetering/herbebossing); Kizu (rivierverbetering); Kobe (ontwerp aanlegsteiger); Kuzuryu (rivierverbetering); Mikuni (havenaanleg); Minato (rivierverbetering); Nagasaki (havenplan); Niigata (havenaanleg); Osaka (havenplannen/advies waterleiding); Sakai (havenplan); Shinano (rivierverbetering); Tokyo (havenplan/verbetering riolering/waterleiding); Tone (rivierverbetering); Tone-kanaal (beoordeling kanaalplan); Yodo (rivierverbetering); Yokkaichi, Yokohama (havenplan); Yoshino (rivierverbetering/herbebossing). |
| Dick Arnst (1843-1886)                  | Werkbaas (metselaar)   | 25 september 1873 7 mei 1879 | 13 oktober 1877 30 december 1880 | Edo (zinkstukken en kribben), Tone (proefkrib), Mikuni (spuisluis), Nobiru (havenwerken) |
| Alphonse Thissen (1843-1878)            | Civiel ingenieur       | 15 november 1873             | juni 1877                        | Kagoshima (diverse werkzaamheden); Kizu, Yodo (rivierverbetering) |
| Johannes Westerwiel (1840-1924)         | Werkbaas (zinkstukken) | 15 november 1873             | 14 november 1878                 | Edo, Fudo (wieproosters, rijswiepen), Yodo (peilschalen, proefkribben) |
| Josinus Kalis (1833-na 1896)            | Werkbaas (rijswerker)  | 14 mei 1875                  | 13 mei 1877                      | Yodo (kribwerken, kraagstukken) |
| Johan van Gendt (1833-1880)             | Civiel ingenieur       | 17 februari 1879             | 21 december 1880                 | Ishikari (rivierverbetering); Mori (havenpier) |
| Anthonie Rouwenhorst Mulder (1848-1901) | Civiel ingenieur       | 29 maart 1879 2 mei 1887     | 12 juni 1886 11 mei 1890         | Akamagaseki/Baai van Koseto (havenwerken); Edo, Fuji, Fushino, Hachinohe (havenwerken); Hakodate (rivierverbetering); Hiroshima (havenplan); Jusan (onderzoek meer); Kojima (inpoldering); Kyobashi (rivierverbetering); Misumi (aanleg haven); Moji (havenplan); Niigata, Nobiru/Sendai (havenaanleg); Osaka (beoordeling havenplan); Owari (havenplan); Shinano, Sumida (rivierverbetering); Tokyo (havenplan); Tone (rivierverbetering/irrigatiekanaal); Tone-kanaal (aanleg kanaal) |
| Arie van Mastrigt (1845-1912)           | Werkbaas               | 29 maart 1879                | 4 februari 1881                  | Nobiru (havenwerken) |

## Enkele werken uitgelicht
De Nederlandse waterstaatkundigen waren betrokken bij tientallen projecten voor de verbetering van rivierlopen en havens. Enkele van hun belangrijkste bijdragen waren de volgende.
Tokio Peil (tegenwoordig Japan Standard)

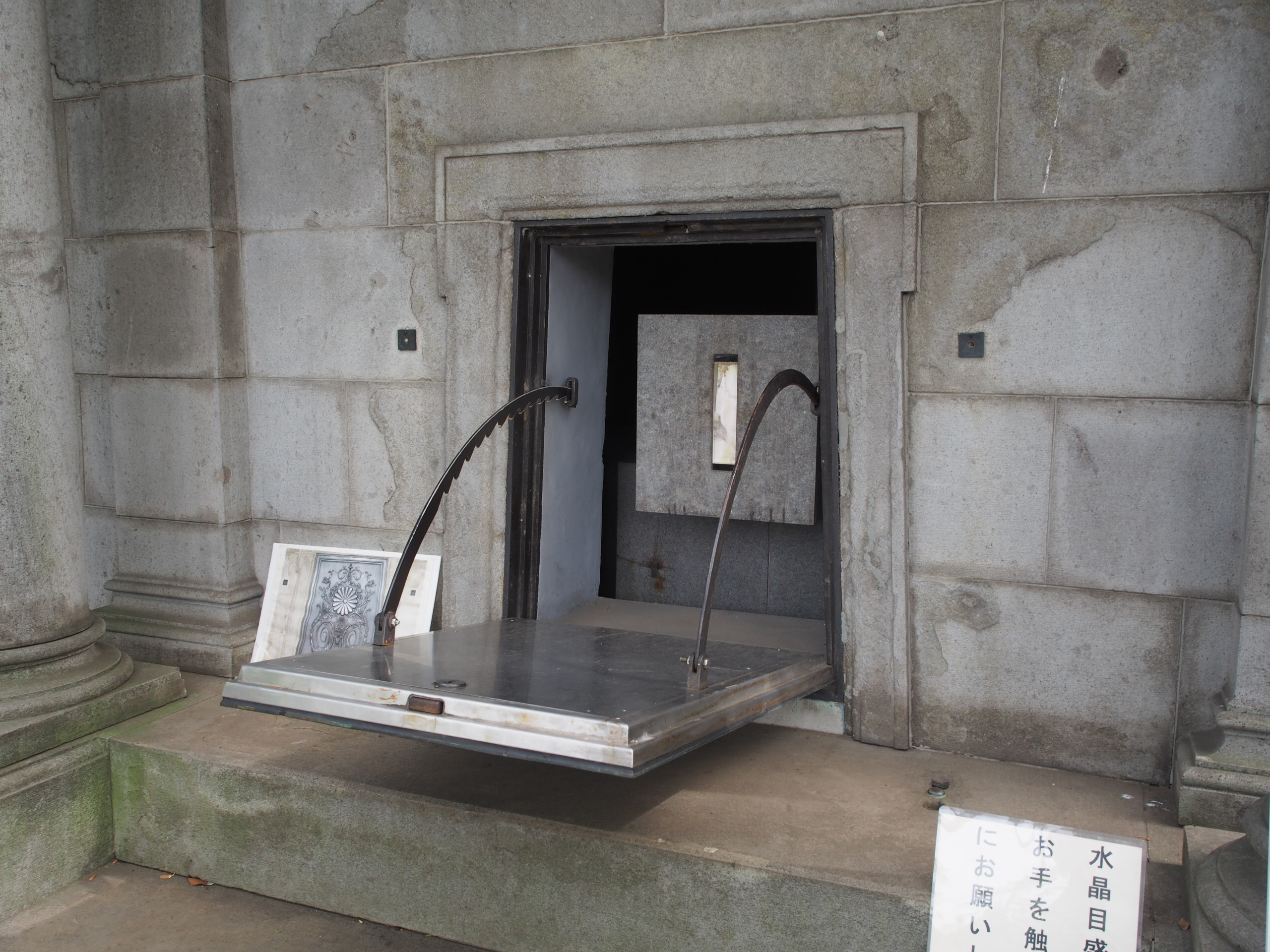
De standaard van het Tokyo Peil tegenover het paleis

De Nederlanders wilden de rivierenproblematiek op systematische wijze aanpakken. Daartoe maten zij hoogtes, verval, waterafvoer en stroomsnelheid van de rivieren, alvorens met oplossingen te komen. Als uitgangspunt voor hun metingen berekende Lindo het Japanse equivalent voor het Normaal Amsterdams Peil (NAP). Daartoe plaatste hij op 10 juni 1873 een peilschaal in de monding van de Ara-rivier bij Tokio. Die vormde de basis van het latere Tokio Peil, dat in 1893 de goedkeuring kreeg van de keizer. De standaard (tegenwoordig aangeduid als Japan Standard) bevindt zich nog altijd tegenover het Keizerlijk Paleis in Tokio.
Kiso-delta
De stad Nagoya had veel overlast door de periodieke overstromingen van het rivierenstelsel van de Kiso, bestaande uit de drie rivieren: Kiso, Ibi en Nagara. De Rijke maakte een plan voor de scheiding van de rivieren en voor een nieuwe riviermonding. In Nagoya staat een bronzen beeld voor De Rijke, ter herinnering aan zijn werk.
Havenwerken
De Nederlanders De Rijke, Lindo, Escher en Van Doorn leverden een over het algemeen succesvolle bijdrage aan de verbetering van de havens van Osaka, Tokio, Yokohama, Kobe en Mikuni.
Inpoldering Kojima-baai
De geschiedenis van de inpoldering van de Kojima-baai, in de vlakte van Okayama, gaat terug tot 1573, maar Rouwenhorst Mulder wordt nog steeds beschouwd als de bedenker van het plan uit 1881 op basis waarvan de baai inmiddels voor een groot deel is ingepolderd en afgesloten van de zee, en waarmee ook een zoetwaterreservoir is gecreëerd.
Huangpu Jiang (China)
Van Japan, dat na de Eerste Chinees-Japanse Oorlog (1894-1895) om de macht in Korea in het Verdrag van Shimonoseki een machtige positie had verkregen in Shanghai - en daar de eerste fabrieken bouwde - kregen De Rijke en Escher opdracht een plan te ontwikkelen om de Whangpoo-rivier (nu beter bekend als de Huangpu Jiang) te kanaliseren en uit te diepen. De Rijke had ook de leiding over de uitvoering van het werk.

## Erkenning
- Sommige van de 'Watermannen' ontvingen in Japan en/of Nederland hoge onderscheidingen. Ook werden voor hen in Nederland en Japan verschillende beelden en andere herdenkingsmonumenten opgericht. De graven van De Rijke, Van Doorn en Rouwenhorst Mulder worden in Nederland nog regelmatig bezocht door delegaties en toeristen uit Japan.
- Van de Nederlandse filmmaker Louis van Gasteren verscheen in 2002 de documentaire In een Japanse Stroomversnelling; Nederlandse watermannen in Japan 1872 - 1903 over De Rijke en Escher. Van zijn hand verschenen ook twee boeken over dit onderwerp.
- In 2008 werd het twaalfde venster van de watercanon van Nederland aan Johannis de Rijke gewijd.
- In 2010 was er in het Sieboldhuis in Leiden een tentoonstelling over de Watermannen.[2]